# 藤原関主
藤原 関主（ふじわら の せきぬし）は、平安時代初期から前期にかけての貴族。藤原北家、右大臣・藤原園人の子。官位は正五位下・因幡守。

## 経歴
承和8年（841年）従五位下に叙爵し、承和13年（846年）左衛門佐に任ぜられる。
仁明朝末の承和15年（848年）摂津守として地方官に転じると、仁寿2年（852年）伊賀守、貞観3年（861年）安芸守、貞観10年（868年）因幡守と、仁明・文徳・清和の三朝20年以上に亘って主に地方官を務めた。またこの間、嘉祥3年（850年）従五位上、貞観11年（869年）正五位下と昇進している。

## 官歴
『六国史』による。
- 時期不詳：正六位上
- 承和8年（841年） 11月20日：従五位下
- 承和13年（846年） 9月13日：左衛門佐
- 承和15年（848年） 正月13日：摂津守
- 嘉祥3年（850年） 4月17日：従五位上
- 仁寿2年（852年） 正月15日：伊賀守
- 貞観3年（861年） 正月13日：安芸守
- 貞観5年（863年） 3月30日：次侍従
- 貞観10年（868年） 正月16日：因幡守
- 貞観11年（869年） 正月7日：正五位下

## 系譜
『尊卑分脈』による。
- 父：藤原園人
- 母：藤原園主の娘
- 生母不詳の子女
  - 男子：藤原時相